# Implementation Force
Implementation Force (IFOR) – międzynarodowe siły wojskowe pod przywództwem NATO, na podstawie mandatu ONZ w okresie od 20 grudnia 1995 do 20 grudnia 1996 roku prowadzące w Bośni i Hercegowinie operację Joint Endeavour. Jej dowódcą był admirał US Navy Leighton W. Smith, Jr.

## Historia
15 grudnia Rada Bezpieczeństwa ONZ upoważniła NATO do wprowadzenia w życie postanowień wojskowych układu pokojowego w Dayton w sprawie Bośni i Hercegowiny. Ustanowiono w tym celu wielonarodowe Siły Implementacyjne (Implementation Force – IFOR) znalazły się pod dowództwem wojskowym NATO od 20 grudnia 1995. W skład tych sił poza wojskami NATO wchodziły również jednostki państw uczestniczących w programie Partnerstwo dla Pokoju oraz państw nieeuropejskich (Egipt, Malezja, Pakistan). Udział Rosji był przedmiotem osobnego porozumienia między NATO a Rosją.
Celem operacji była kontrola wprowadzenia w życie ustaleń konferencji z Dayton kończącej wojnę w Bośni. Zadaniem sił IFOR w ramach operacji "Wspólny Wysiłek" było bezpieczne wykonanie planu pokojowego. Mieściło się ono w nowej skali potrzeb i problemów z zakresu logistyki, wyposażenia i zdolności operacyjnych. Stronami antagonistycznymi w konflikcie były Federacja Bośni i Hercegowiny oraz Republiki Serbskiej. Wojska NATO kontrolowały także przekazanie pomiędzy stronami kontroli nad spornymi terytoriami oraz rozbrojenie z broni ciężkiej. Pomimo pokojowego charakteru misji, żołnierze IFOR wielokrotnie używali broni w walce. Pierwszą taką sytuacją był atak artyleryjski, przeprowadzony 23 sierpnia 1996 r. na pozycje oddziałów serbskich, prowadzących ataki moździerzowe.
Zgodnie z zapisami aneksu 1A porozumienia pokojowego, operacja "Wspólny wysiłek" była prowadzona przez NATO pod politycznym kierownictwem i kontrolą Rady Północnoatlantyckiej.
Zadania sił IFOR:
- Bezpieczne wykonanie programu pokojowego, który opierał się na postanowieniu z Dayton
- Zapewnienie stałego przestrzegania zawieszenia broni
- Zabezpieczanie przekazywania kontroli na spornych terytoriach
- Doprowadzenie do wycofania się do baz własnego terytorium, sił z uzgodnionych stref rozgraniczających obszary objęte zawieszeniem, oraz zapewnienie rozgraniczenia sił
- Rozbrojenie z broni ciężkiej, przeprowadzenie zbiórki ciężkiego uzbrojenia do parków sprzętu i koszar oraz demobilizacja pozostałych sił
- Kontrola i zapewnienie bezpieczeństwa granicom i terenom przygranicznym
- Stworzenie warunków dla bezpiecznego, uporządkowanego i szybkiego wycofania sił ONZ, które nie zostały przeniesione do IFOR
- Zabezpieczanie dostaw pożywienia
- Kontrolowanie przestrzeni powietrznej nad Bośnią i Hercegowiną

Po wyczerpaniu się mandatu misji w 1996 Rada Północnoatlantycka podjęła decyzję o rozpoczęciu nowej długoterminowej misji pokojowej o kryptonimie SFOR (Stabilization Force).

## Struktura organizacyjna
Pod względem organizacyjnym w skład IFOR wchodziły trzy dowództwa komponentów poszczególnych rodzajów sił zbrojnych i 3 wielonarodowe dywizje wojsk lądowych (w nawiasie jednostka ramowa):
- Dowództwo Sił Implementacyjnych (Połączone Siły NATO Europy Południowej) – adm. Leighton W. Smith Jr., Sarajewo
  -  Dowództwo Komponentu Lotniczego (Połączone Siły Powietrzne NATO Europy Południowej) – gen. broni Micheal E. Ryan, Vicenza
  -  Dowództwo Komponentu Morskiego (Połączone Siły Morskie NATO Europy Południowej) – adm. Mario Angeli, Neapol
  -  Dowództwo Komponentu Lądowego (Korpus Szybkiego Reagowania Dowództwa NATO w Europie) – gen. broni Michael Walker, Ilidža
    -  Wielonarodowa Dywizja Północ (1 Dywizja Pancerna (USA)) – gen. dyw. William L. Nash, Tuzla
    -  Wielonarodowa Dywizja Południowy-Zachód (3 Dywizja Zmechanizowana) – gen. dyw. Mike Jackson, Banja Luka
    -  Wielonarodowa Dywizja Południowy-Wschód (6 Lekka Dywizja Pancerna) – gen. dyw. Rideau, Mostar
    -  odwód manewrowy IFOR (Siły Manewrowe Dowództwa NATO w Europie) – gen. dyw. Henry A. Kievenaar, Bihać

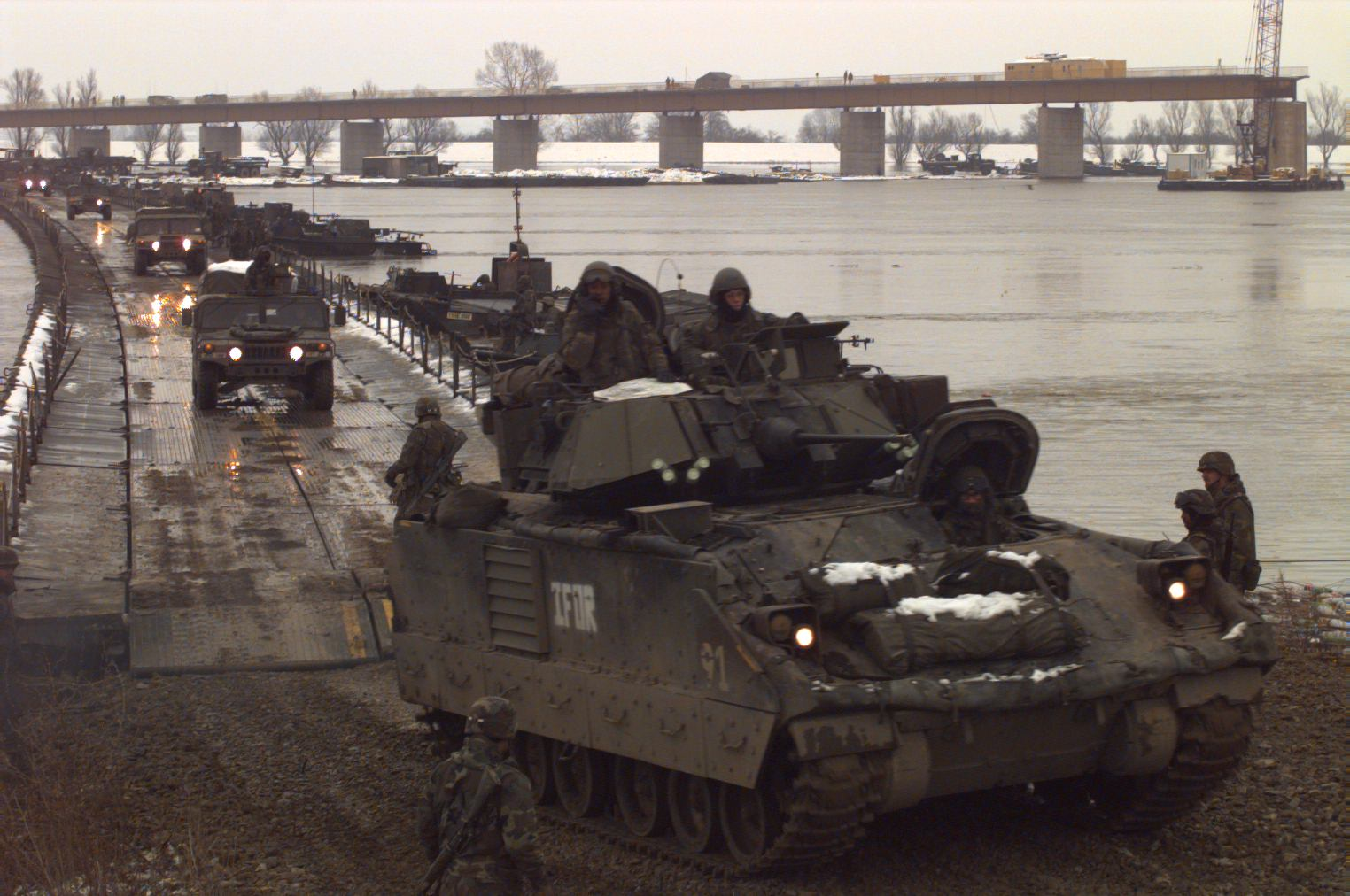
Przemieszczenie amerykańskich wojsk do Bośni w grudniu 1995 r.
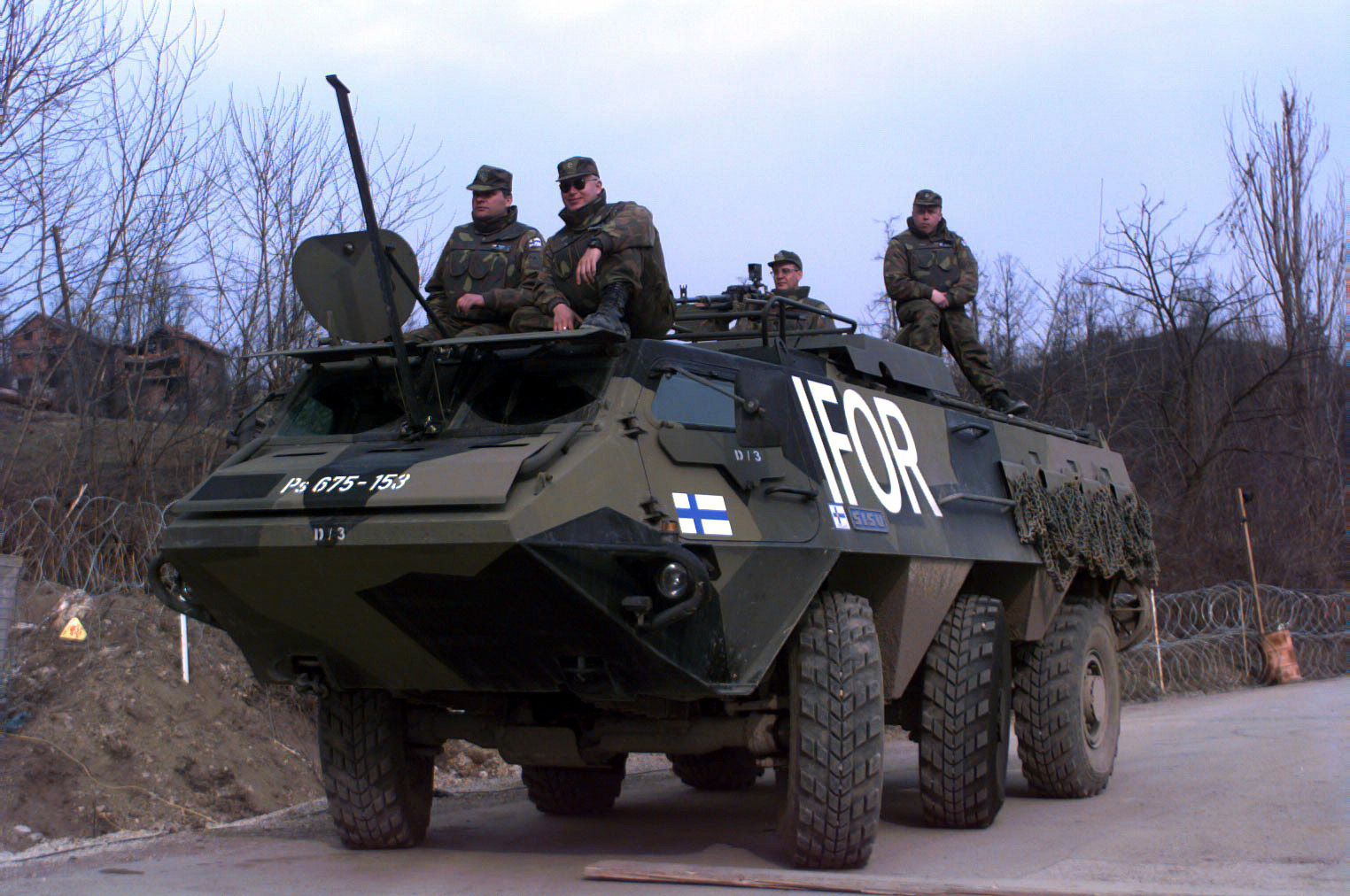
Fińscy żołnierze na patrolu w marcu 1996 r.
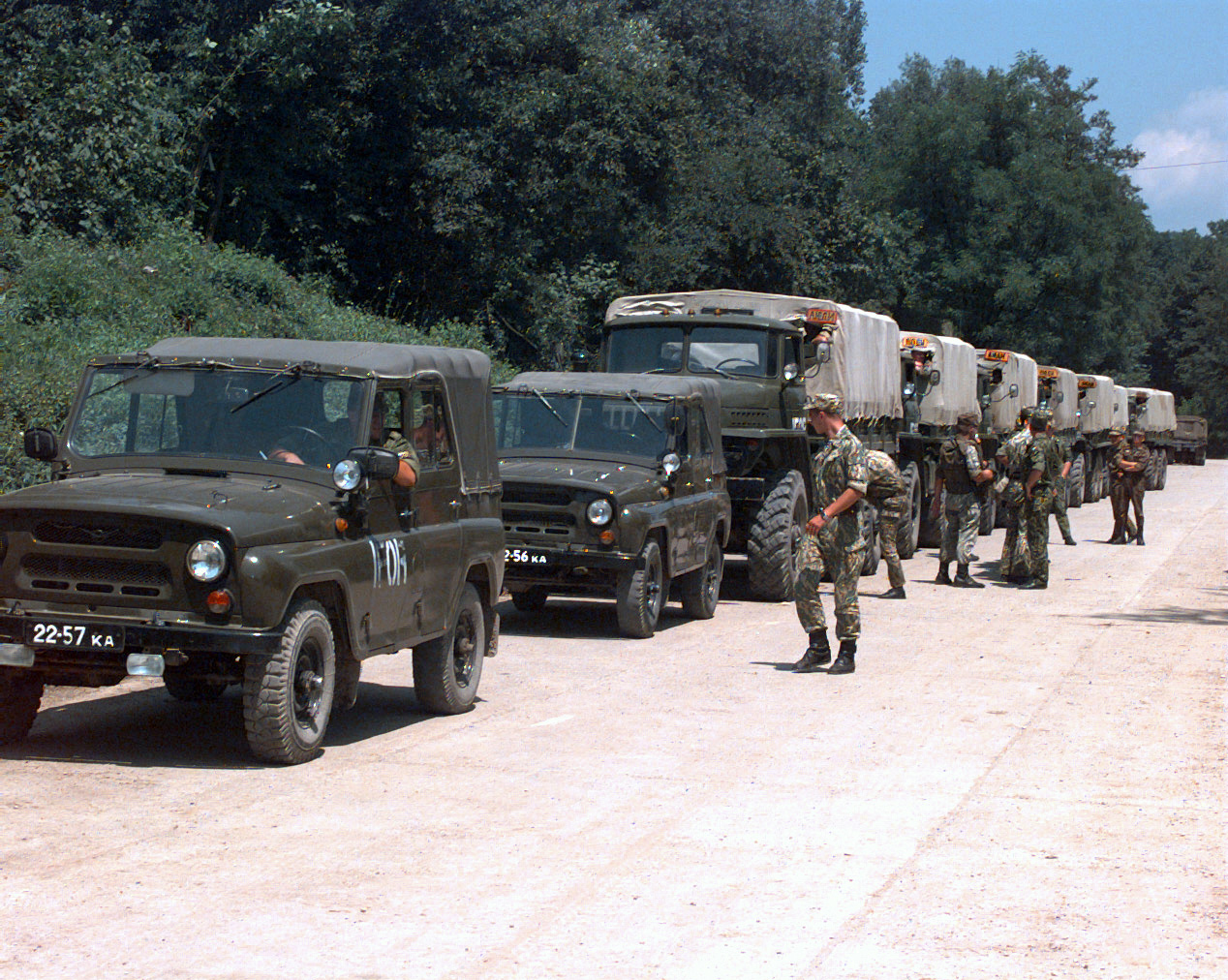
Kolumna rosyjskich wojsk powietrznodesantowych w lipcu 1996 r.

## W kulturze
Polscy żołnierze IFOR-u są głównymi bohaterami dramatu wojennego pt. Demony wojny według Goi z 1998 roku w reżyserii W. Pasikowskiego. Polscy żołnierze IFOR-u występują w filmie Peacemaker.